# Radlin
Pour les articles homonymes, voir Radlin (homonymie).
Radlin est une ville du powiat de Wodzisław, dans la Voïvodie de Silésie, Pologne. En 2006, le recensement indiquait 17 656 habitants.

## Histoire
De 1818 à 1922, Radlin fait partie de l'arrondissement de Rybnik dans le district d'Oppeln au sein la province de Silésie